# Pyszniański Potok
Pyszniański Potok – potok uznawany za górny bieg Kościeliskiego Potoku w Tatrach Zachodnich. Przez niektórych autorów nazywany jest po prostu Kościeliskim Potokiem. Wypływa na północnych stokach Kamienistej, na wysokości ok. 1535 m n.p.m. w morenowym źródle o wydajności kilkunastu l/s. Obok głównego, stałego źródła jest także kilka źródeł okresowych. Koryto w górnym biegu ma szerokość około 1,5 m, a spadek wynosi 10,1%. Występują liczne podcięcia linii brzegowej, zerwy i przerzucone nad potokiem pnie drzew. Koryto niemal w całości wyżłobione zostało w materiale akumulacyjnym naniesionym przez lodowce i potok. Jedynie w Młyniskach potok wyżłobił koryto aż do stałych skał krystalicznych przecinając próg skalny. Jego szerokość w tym miejscu zwęża się do 0,5 m. W dolnej części Doliny Pyszniańskiej potok utworzył szeroki kamieniec, w którym tworzy kilka odnóg, a z kamieńców następują liczne wypływy wód. Jego spadek w dolnym biegu maleje, przy ujściu Tomanowego Potoku wynosi już tylko 3,7%. Z moreny bocznej powyżej schroniska PTTK na Hali Ornak następują po prawej stronie potoku wypływy wód zasilające potok. Podobne wypływy morenowe występują również po lewej stronie potoku powodując powstawanie w tym miejscu podmokłości. Potok przepływa przez Dolinę Pyszniańską, następnie łączy się w Dolinie Kościeliskiej w rejonie Polany Smytniej z Tomanowym Potokiem, tworząc od tego miejsca Kościeliski Potok.
Głównymi dopływami Pyszniańskiego potoku są: Babi Potok (potok spływający ze żlebu Babie Nogi), potok wypływający spod Siwej Kotlinki, Ornaczański Potok (spływający z Ornaczańskiego Żlebu), Iwanowski Potok (z Dolinki Iwanowskiej) i Dolinczański Potok (wypływający z Dolinki pomiędzy Dolinczańskim Grzbietem i Jaferowym Grzbietem).
Cała zlewnia potoku znajduje się na terenie obszaru ochrony ścisłej „Pyszna, Tomanowa, Pisana”, nie prowadzą przez nią żadne szlaki turystyczne. Jedynie turyści podążający żółtym szlakiem od schroniska PTTK na Hali Ornak na Iwaniacką Przełęcz przekraczają Pyszniański Potok drewnianym mostkiem na dolnym końcu Wielkiej Polany Ornaczańskiej.

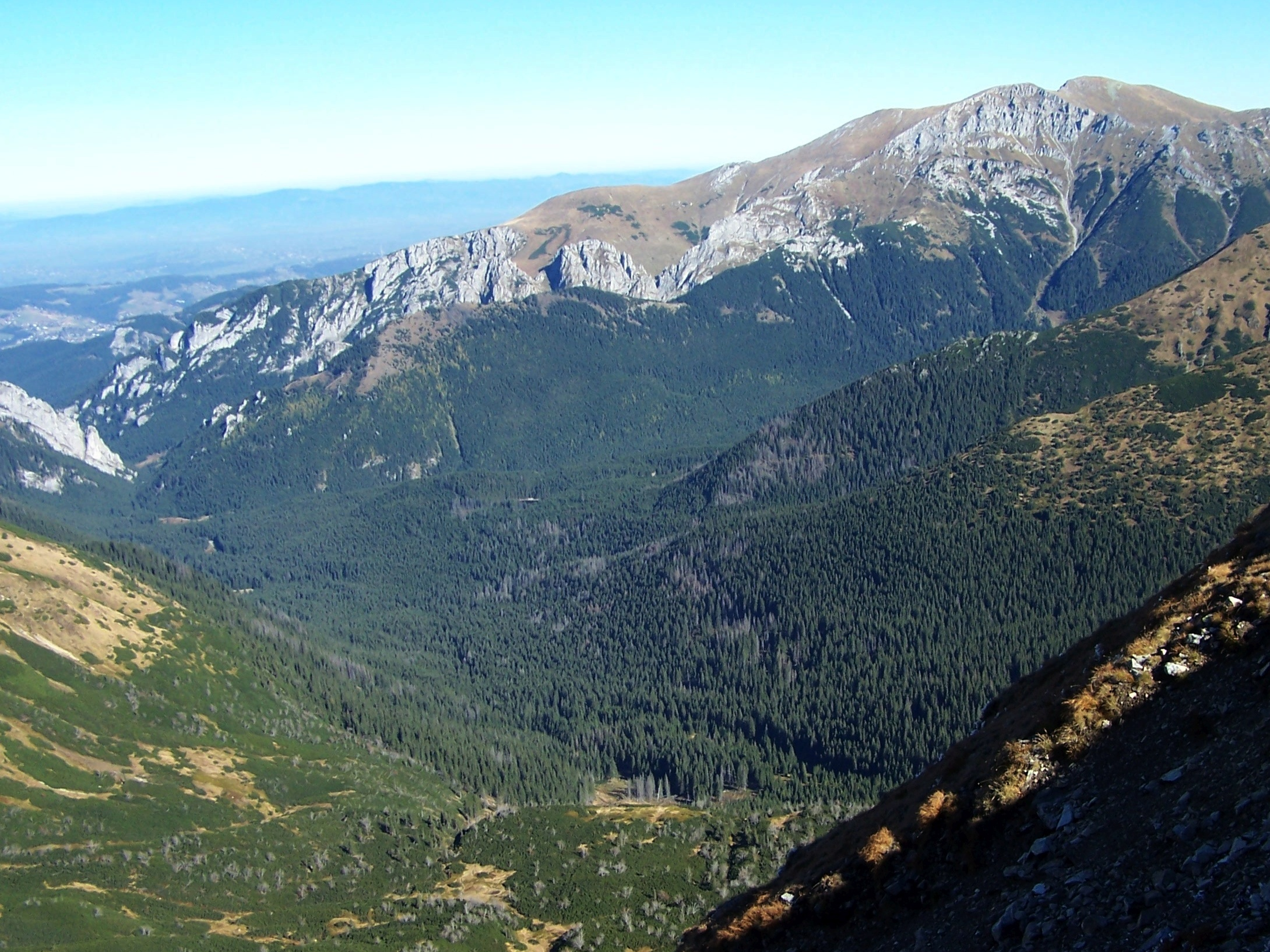
Widok z Liliowych Turni na Dolinę Pyszniańską, w której płynie Pyszniański Potok